# Rerebe (Dabun Gelang)
Rerebe is een bestuurslaag in het regentschap Gayo Lues van de provincie Atjeh, Indonesië. Rerebe telt 314 inwoners (volkstelling 2010).